# Cala Codolá
La playa Cala Codolá está situada en la isla de Formentera, en la comunidad autónoma de las Islas Baleares, España.
Es una pequeña playa que está aislada y suele ser frecuentada por visitantes que practican el nudismo y algunos barcos de recreo que fondean por la zona.